# Chicago XXVI
Chicago XXVI of Chicago 26 is een muziekalbum van de Amerikaanse band Chicago. Het album is opgenomen tijdens een optreden in de stad Chicago in juli 1999. Daarnaast is er een aantal studio-opnamen opgenomen op deze compact disc. Chicago bevond zich toen qua populariteit in een dal, vandaar dat de opnamen zijn uitgegeven via hun eigen label. Na dit album vindt er in de Verenigde Staten een kleine revival plaats van hun muziek met heruitgaven van hun vorige albums, maar dan geremasterd en soms met bonustracks. De hoes verwijst als running gag naar de snelweg US 26.

## Musici
- Walt Parazaider – dwarsfluit en saxofoon;
- Lee Loughnane – trompet;
- James Pankow – trombone;
- Tris Imboden – slagwerk;
- Robert Lamm – toetsen;
- Jason Schiff – basgitaar;
- Keith Rowland, Bill Champlin - gitaar

## Composities
1. The Ballet
  1. Make me smile
  2. So much to say, so much to give
  3. Anxiety’s moment
  4. West Virginia Fantasies
  5. Colour my world
  6. To be free
  7. Now more than ever
2. (I’ve been) Searching so long
3. Mongonucleosis
4. Hard habit to break
5. Call on me
6. Feelin’ stronger everyday
7. Just you’n’me
8. Beginnings
9. Hard to day I’m sorry
10. Get away
11. 25 to 6 to 4
12. Back to you(*)
13. If I should ever lose you(*)
14. (Your love keeps lifting me) higher and higher(*)

(*) Studio-opnamen